# Jonathan Dayton y Valerie Faris

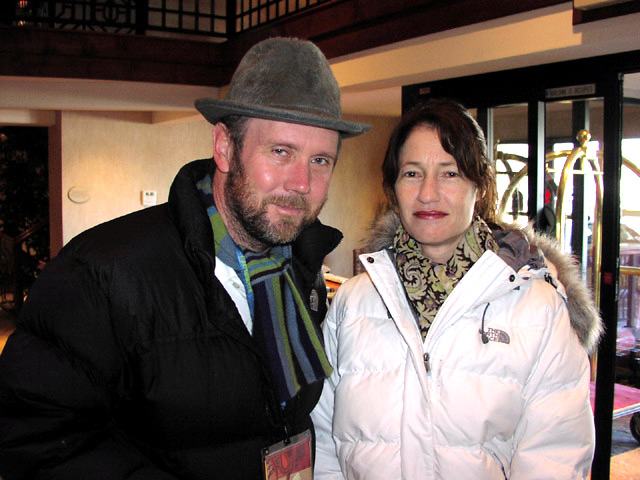
Jonathan Dayton (izquierda) junto Valerie Faris (derecha)

Jonathan Dayton (Condado de Alameda, California, 7 de julio de 1957) y Valerie Faris (Condado de Los Ángeles, California, 20 de octubre de 1958) es un matrimonio de directores de vídeos musicales, más conocidos por su debut como directores en la película Little Miss Sunshine, ganadora de dos premios Óscar.

## Trayectoria
Dayton estudió en los años 1970 en la Escuela de Teatro, Cine y Televisión de la UCLA, donde conoció a Valerie Faris, su futura esposa. Juntos han dirigido y producido películas, comerciales, vídeos musicales y documentales. 
Obtuvieron seis MTV Video Music Awards en 1996 por el vídeo Tonight, Tonight, de The Smashing Pumpkins, y la categoría Mejor Vídeo Alternativo por el vídeo de 1979, también de The Smashing Pumpkins. Han dirigido videos para bandas tales como Ringo Starr, R.E.M., The Ramones, Oasis, Red Hot Chili Peppers, Korn y Beastie Boys.  
En 1998 fundaron la compañía productora Bob Industries. A través de ella han producido comerciales para compañías como HP, Volkswagen, Sony, GAP, Target, Ikea, ESPN y Apple Computer.
En 2006 dirigieron la película Little Miss Sunshine, estrenada en el Festival de Cine de Sundance y que obtuvo cuatro nominaciones a los premios Óscar, incluyendo la de mejor película. Finalmente ganó el Oscar al mejor actor de reparto para Alan Arkin y el Oscar al mejor guion original para Michael Arndt. También logró el Premio Independent Spirit Award al mejor largometraje, y obtuvieron el premio al mejor director en el Festival de Tokio, entre otros numerosos premios y nominaciones. Su segunda película fue Ruby Sparks, protagonizada por Zoe Kazan y Paul Dano, en la que también actuaban Antonio Banderas y Elliott Gould.

## Filmografía

### Dirección
- Battle of the Sexes (2017)
- Ruby Sparks (2012)
- Little Miss Sunshine (2006)
- Living with yourself (2019)
- Fleishman is in trouble (2022)

### Producción
- The Decline of Western Civilization II: The Metal Years (1988)[3]
- Gift (Jane's Addiction) (1993)[4]

### Videos
- Wolves Lower R.E.M. (1982)
- Blue Kiss (Versión 2), Jane Wiedlin (1986)
- Been Caught Stealing, Jane's Addiction (1990)
- Outshined, Soundgarden (1991)
- Hole Hearted, Extreme (1991)
- More Than Words, Extreme (1991)
- Weight Of The World, Ringo Starr (1992)
- Pets, Porno for Pyros (1993)
- Rocket, The Smashing Pumpkins (1994)
- Gun, Soundgarden (1994)
- I Don't Want To Grow Up, The Ramones (1995)
- Tongue, R.E.M. (1995)
- Star 69, R.E.M. (1995)
- The Good Life, Weezer (1996)
- 1979, The Smashing Pumpkins (1996)
- Tonight, Tonight, The Smashing Pumpkins (1996)
- Spider-Man, The Ramones (1996)
- All Around the World, Oasis (1997)
- The End Is the Beginning Is the End, The Smashing Pumpkins (1997; codirigido con Joel Schumacher)
- Perfect, The Smashing Pumpkins (1998)
- She Will Have Her Way, Neil Finn (1998)
- Go Deep, Janet Jackson (1998)
- Barbarella, Scott Weiland (1998)
- She's Got Issues, The Offspring (1999)
- Freak on a Leash, Korn (1999; codirigido con Todd McFarlane y Graham Morris)
- Otherside, Red Hot Chili Peppers (2000)
- Californication, Red Hot Chili Peppers (2000)
- Road Trippin', Red Hot Chili Peppers (2000)
- Sexual Revolution, Macy Gray (2001)
- Sing, Travis (2001)
- Side, Travis (2001)
- Oops!... I Did It Again, Britney Spears (versión sin lanzamiento) (2001)
- The Zephyr Song, Red Hot Chili Peppers (2002)
- By the Way, Red Hot Chili Peppers (2002)
- Tell Me Baby, Red Hot Chili Peppers (2006)